# 186 Celuta
Celuta /sɛˈluːtə/ (định danh hành tinh vi hình: 186 Celuta) là một tiểu hành tinh kiểu S, khá lớn ở vành đai chính.
Ngày 6 tháng 4 năm 1878, anh em nhà thiên văn học người Pháp Paul Henry và Prosper Henry phát hiện tiểu hành tinh Celuta khi họ thực hiện quan sát tại Đài thiên văn Paris. Đây là khám phá cuối cùng được ghi nhận của anh em nhà Prosper. Ý nghĩa tên của nó không được biết rõ.